# 天璋院
天璋院（てんしょういん） / 篤姫（あつひめ、天保6年12月19日〈1836年2月5日〉 - 明治16年〈1883年〉11月20日）は、江戸時代後期から明治の女性で、薩摩藩島津家の一門今和泉島津家に生まれ、島津本家の養女となり、更に五摂家筆頭近衛家の養女として徳川家に嫁ぎ、江戸幕府第13代将軍・徳川家定御台所となった人物。
実父は薩摩藩主島津家の一門・今和泉（いまいずみ）領主・島津忠剛。母は島津久丙の娘・お幸。薩摩藩9代藩主・島津斉宣の孫である。
幼名は一（いち）、その後に、市。本家当主で従兄・島津斉彬の養女になり本姓と諱は源 篤子（みなもと の あつこ）に、近衛忠煕の養女となった際には藤原 敬子（ふじわら の すみこ）と名を改めた（この際に篤の名は君号となり、篤君〈あつぎみ〉となった）。
明治維新後の戸籍名は苗字・通称の徳川 天璋院である。

## 生涯

### 誕生と輿入れ
天保6年12月19日（1836年2月5日）、今和泉島津家の当主・島津忠剛の長女として薩摩国鹿児島城下上竜尾町大竜寺馬場（現在の鹿児島県鹿児島市大竜町の区域にあたる）にて生まれる。嘉永6年（1853年）、従兄である薩摩藩主・島津斉彬の養女となり、同年8月21日に鹿児島を陸路出立し江戸藩邸に入る。安政3年（1856年）に右大臣・近衛忠煕の養女となり、その年の11月に第13代将軍・徳川家定の正室となり、年寄の幾島を伴って大奥に入った（輿入れの経緯・詳細については後述）。渋谷の藩邸（現常陸宮邸）から江戸城までの輿入れは先頭が城内に到着しても最後尾は依然、藩邸にいたという。輿入れに伴い、老中首座の堀田正篤は篤姫の名を憚って、正睦に改名した。なお、家定に嫁いで以降、生涯を通して故郷・鹿児島に戻ることはなかった。

### 波乱の大奥
安政5年7月6日（1858年8月14日）に家定が急死し、同月16日（8月24日）には斉彬までもが死去してしまう。篤姫の結婚生活はわずか1年9か月であった。家定の死を受け篤姫は落飾し、戒名は天璋院殿従三位敬順貞静大姉、通称天璋院と名乗る。同年11月22日付にて下記の如く従三位の叙位を受ける。

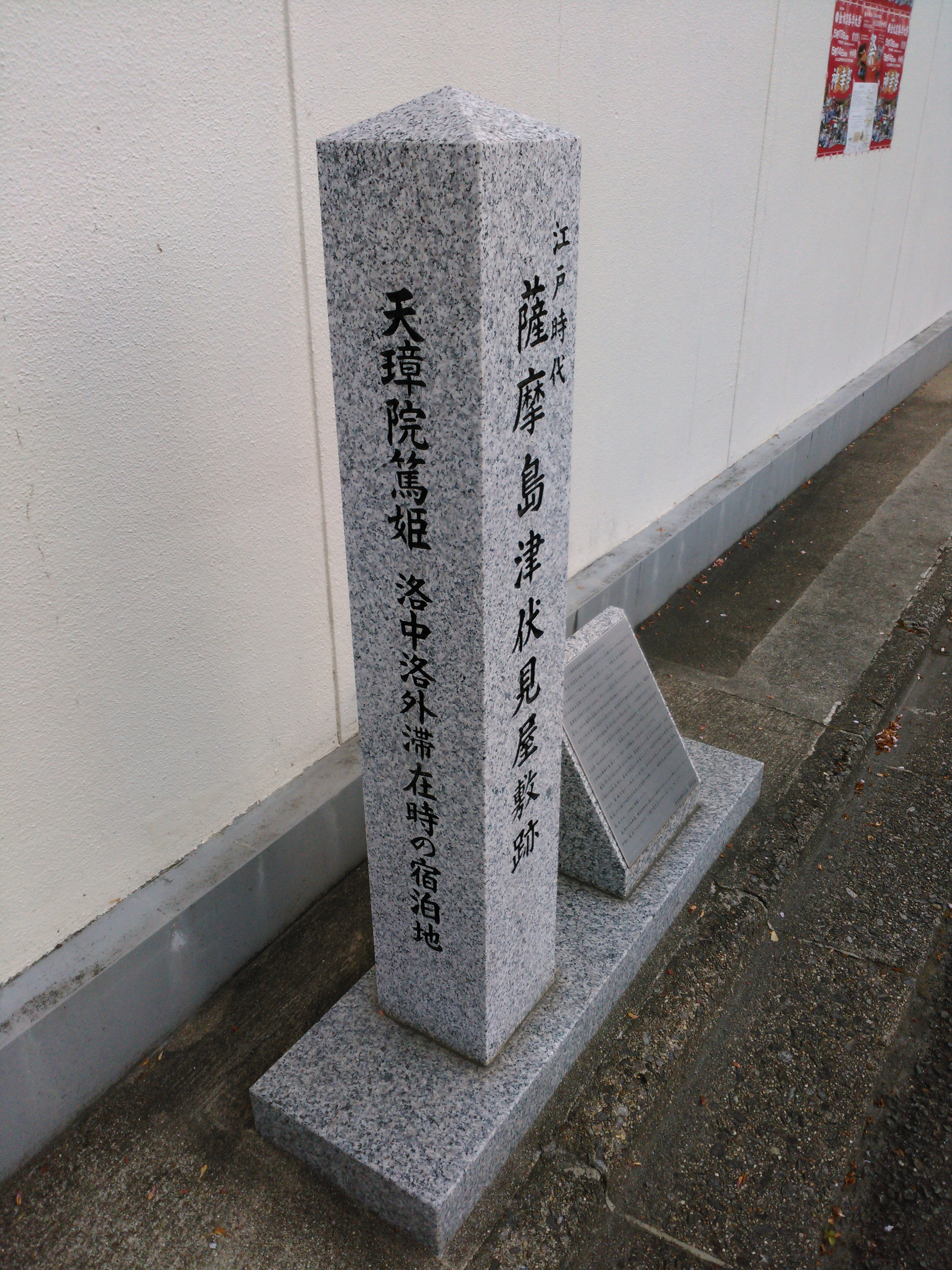
天璋院篤姫 洛中洛外滞在時の宿泊地石碑（京都市・伏見区）

家定の後継として、家定の従弟で紀州藩主だった徳川家茂が14代将軍に就任することとなった。その後さらに幕府は公武合体政策を進め、文久2年（1862年）には朝廷から家茂の正室として皇女・和宮が大奥へ入ることになる。薩摩藩は天璋院に薩摩帰国を申し出るが、天璋院自身は拒否して江戸で暮らすことを選んだ。
和宮と天璋院は「嫁姑」の関係にあり、皇室出身者と武家出身者の生活習慣の違いもあってか不仲だったが、後には和解した。このあたりの事情について勝海舟が『海舟座談』で述べている。また、天璋院が自ら擁立する予定だったにもかかわらず、第15代将軍・慶喜とも仲が悪かったことが勝の談話などからうかがえる。慶応2年（1866年）の慶喜の大奥改革に対しては、家茂の死後「静寛院宮」と名乗っていた和宮と共に徹底的に反対している。
慶応3年（1867年）に慶喜が大政奉還をするも、その後に起きた戊辰戦争で徳川将軍家は存亡の危機に立たされた。その際、天璋院と静寛院宮は、島津家や朝廷に嘆願して徳川の救済と慶喜の助命に尽力し、攻め上る官軍の西郷にも救済懇願の書状を、幕府御典医の浅田宗伯を走らせ、東海道川崎で手交させている。そして、江戸城無血開城を前にして大奥を立ち退いた。慶応4年（1868年）4月に新政府から従三位の位階を剥奪されている。

### 明治維新後
江戸も名を東京に改められた明治時代。鹿児島に戻らなかった天璋院は、東京千駄ヶ谷の徳川宗家邸で暮らしていた。生活費は倒幕運動に参加した島津家からは貰わず、あくまで徳川の人間として振舞ったという。
規律の厳しかった大奥とは違った自由気ままな生活を楽しみ、旧幕臣・勝海舟や静寛院宮（和宮）とも度々会っていたという。また、徳川宗家16代・徳川家達に英才教育を受けさせ、海外に留学させるなどしていた。
明治16年（1883年）11月13日、徳川宗家邸で脳溢血で倒れる。意識が回復しないまま、11月20日に49歳（満47歳9か月15日）で死去した。葬儀の際、沿道には1万人もの人々が集まったとのことで、その様子が「天璋院葬送之図」にも描かれている。徳川将軍家の菩提寺である上野の寛永寺境内にある夫・家定の墓の隣に埋葬された。
なお死後、新政府から従三位の位階を再び贈られている。

## 将軍輿入れと継嗣問題
家定との縁組について、将軍継嗣問題で一橋派であった斉彬が天璋院を徳川家へ輿入れさせて発言力を高め、慶喜の次期将軍を実現させようと考えたとする見方がこれまでは一般的であった。しかし、大奥より島津家に対する縁組みの持ちかけは家定が将軍となる以前からあり、芳即正の研究以降「島津家からの輿入れ構想そのものと将軍継嗣問題は無関係である」とするのが定説となっている。『旧事諮問録』では将軍継嗣について「まず十人まで紀州の方を望みました。それは、天璋院様が紀州を好いとしておられましたからでございます」とある。
大奥が島津家に縁組みを持ちかけた理由として、家定自身が虚弱で子女は一人もいなかったこと、家定の正室が次々と早死したため大奥の主が不在であったことから、島津家出身の御台所（広大院）を迎えた先々代将軍・徳川家斉が長寿で子沢山だったことにあやかろうとしたものと言われる。また、島津家側の理由としては、広大院没後の家格の低下や琉球との密貿易問題などを将軍家との姻戚関係を復活させることで解消しようとしたと考えられる。
斉彬が天璋院を養女にしたのも、健康体であった天璋院を家定へ輿入れさせることを想定してのことである（篤子の名も広大院にあやかった）。しかし、薩摩藩主の実子であった広大院と比較して天璋院自身は島津家分家の出身であり、一橋派大名からも「御台所としては身分があまりにも低すぎる」という懸念の声があったと言う。そのため、斉彬は天璋院を養女とした際に幕府へは実子として届出をしている。

## 逸話
- 明治維新後、生活に窮した状況に陥っても薩摩藩からの金銭援助を断り、あくまでも徳川の人間として生きたと言われる。
- 篤姫は嘉永7年（1854年）11月、島津重豪の十男で八戸藩主となっていた南部信順の強い勧めにより、斉彬とともに大石寺（現在の日蓮正宗総本山、静岡県富士宮市）に帰依し、同塔中遠信坊の再々興に貢献した。家定の死後の万延元年（1860年）には大石寺第51代法主日英に、51日間[注釈 5] にわたって、1日12時間の唱題祈念を願われている[9]。
- 平成20年（2008年）、東京学芸大学の教授により篤姫の駕籠が発見された。場所はアメリカのスミソニアン博物館。その駕籠には、篤姫だけが使用したという「双葉葵唐草」の模様と篤姫の実家である近衛家の家紋「近衛牡丹」紋および「三つ葉葵」紋がちりばめられている。
- 明治維新後は、自分の所持金を切り詰めてでも元大奥関係者の就職・縁組に奔走していた。そのため、死後に確認された所持金は3円（現在の6万円ほど）しかなかったという。
- 明治維新後も、東京を離れることはほとんどなく、明治10年に箱根塔ノ沢で病気療養中の和宮を見舞うため箱根を訪れたのが生涯唯一の旅行となった。ただし箱根に到着したのは和宮が薨去した後になったため、天璋院は和宮を弔い、和歌を贈っている。

## 趣味
- 愛犬家であり、結婚前には狆を多数飼っていたが、夫・家定が犬嫌いだったため大奥入り後は猫（名はサト姫）を飼っていた。その猫の餌代は年間25両（現代の価値でおよそ250万円）で、専用のアワビの貝殻型の食器を使用、篤姫と一緒に御膳で食事をとっていた。首輪は紅絹紐、鈴は銀製で、毎月新しい物に交換、竹籠に縮緬の布団で寝ていたのみならず、世話係は3人もおり、その一人が大奥を統轄していた御年寄・瀧山の姪にあたり、後に大奥の内情を三田村鳶魚に語った御中臈・ませである[10][11]。
- 日本人として初めてミシンを扱った人物と言われている。そのミシンを贈ったのはペリー提督だという説が一般的である。

## 血筋
- 徳川家康の血を引いている。
徳川家康―督姫―茶々姫（京極高広室）―養仙院（松平定頼室）―真修院（島津綱久室）―島津綱貴―島津吉貴―島津吉貴－島津継豊－島津重年－島津重豪－島津斉宣－島津忠剛―天璋院

## 天璋院についての研究書
- 芳即正：「天璋院入輿は本来継嗣問題と無関係」（日本歴史551号、1994年）
- 芳即正編：『天璋院篤姫のすべて』（新人物往来社、2007年）ISBN 9784404034915
- 畑尚子：『幕末の大奥 天璋院と薩摩藩』（岩波書店、2007年）ISBN 9784004311096
- 寺尾美保：『天璋院篤姫』（高城書房、2007年）ISBN 9784887771048
- 鹿児島純心女子大学国際文化研究センター 編：『新薩摩学6 天璋院篤姫』（南方新社、2008年 ISBN 978-4-86124-142-0）

## 関連作品
小説
- 続 徳川の夫人たち （吉屋信子著 1967年 朝日文庫刊）
- 天璋院篤姫 （宮尾登美子著 1984年 講談社のち講談社文庫刊）

漫画
- そにしけんじ：『ねこねこ日本史』
- よしながふみ：『大奥』※男女逆転設定

映画
- 篤姫ナンバー1（2012年、シナジー、アーク・フィルムズ） - 演：石川梨華

テレビドラマ
天璋院が主人公のテレビドラマ
- 天璋院篤姫（1985年、テレビ朝日） - 演：佐久間良子
- 大奥（2003年、フジテレビ） - 演：菅野美穂
- 篤姫（2008年、NHK大河ドラマ）- 演：宮﨑あおい

天璋院が登場するテレビドラマ
- 大奥（1968年、関西テレビ） - 演：三田佳子→北条真記子（役名は敬子）
- 大奥（1983年、関西テレビ） - 演：小林麻美→三林京子（役名はおすみ）
- 花の生涯 井伊大老と桜田門（1988年、テレビ東京） - 演：檀ふみ
- 翔ぶが如く（1990年、NHK大河ドラマ） - 演：富司純子
- 徳川慶喜（1999年、NHK大河ドラマ）- 演：深津絵里
- 西郷どん（2018年、NHK大河ドラマ）- 演：北川景子
- 青天を衝け（2021年、NHK大河ドラマ）- 演：上白石萌音
- 大奥（2023年、NHKドラマ10） - 演：福士蒼汰※男女逆転設定

テレビアニメ
- ねこねこ日本史 （NHK）声：小林ゆう

舞台劇
- 天璋院篤姫（1984年、東京宝塚劇場） - 演：山本富士子
- 天璋院篤姫（1985年、御園座） - 演：山本富士子
- 天璋院篤姫（2010年、明治座） - 演：内山理名
- 天璋院篤姫（2011年、博多座） - 演：国仲涼子